# Tipula (Lunatipula) minos
Tipula (Lunatipula) minos is een tweevleugelige uit de familie langpootmuggen (Tipulidae). De soort komt voor in het Palearctisch gebied.